# Родригес Перейра, Фабиано
Фабиа́но Родри́гес Пере́йра (порт.-браз. Fabiano Rodrigues Pereira; 15 апреля 2006, Бразилиа) — бразильский футболист, полузащитник львовских «Карпат».

## Биография
Родился в Бразилиа, Фабиано начал свою карьеру в составе команды до 13 лет «Флуминенсе», а затем перешёл в «Ботафого». 6 сентября 2022 года он подписал свой первый профессиональный контракт с клубом, рассчитанное на 3 года.
Фабиано дебютировал в первой команде за «Ботафого» 22 мая 2024 года в победном (2:1) матче кубка Бразилии против «Витории», выйдя на замену вместо Джефферсона Саварино.
20 июня 2024 года дебютировал в бразильской Серии А в ничейном (1:1) домашнем поединке против «Атлетико Паранаэнсе», выйдя на замену на 69 минуте
11 марта 2025 года перешёл во львовские «Карпаты», подписав контракт сроком на 2,5 года.

## Достижения
«Ботафого»
- Чемпион Бразилии: 2024
- Обладатель Кубка Либертадорес: 2024